# 戈瓦尔巴拉县
戈瓦尔巴拉县（英語：Goalpara district）是印度東北部阿薩姆邦的一個縣，面積1,824平方公里，2011年人口1,008,959，五成半人口信奉伊斯蘭教，人口密度每平方公里553人。行政中心戈瓦尔巴拉。

## 外部連結

戈瓦尔巴拉县在阿薩姆邦的位置

- Official web site of Goalpara district